# Myotis dieteri
Myotis dieteri és una espècie de ratpenat de la família dels vespertiliònids endèmica del Congo. El seu hàbitat natural són els mosaics de selva pluvial i herbassars. Es desconeix si hi ha cap amenaça significativa per a la supervivència d'aquesta espècie.